# Gianluca Favilla
Gianluca Favilla (Livorno, 31 marzo 1950 – Roma, 8 agosto 1991) è stato un attore italiano.

## Biografia
Lavorò a Livorno con il centro artistico Il Grattacielo e poi con la compagnia Spazioteatro. 
Frequentò la Bottega Teatrale di Firenze di Vittorio Gassman e debuttò nel cinema con il film Di padre in figlio diretto da Vittorio Gassman e Alessandro Gassman nel 1982. 
Nel 1983 fu scelto da Michael Radford per interpretare uno dei tre italiani del film Another Time, Another Place - Una storia d'amore candidato al David di Donatello come miglior film straniero e vincitore di numerosi premi.
Successivamente lavorò in vari film televisivi e miniserie. Partecipò anche a numerosi film tra i quali Mery per sempre nel ruolo del direttore del carcere minorile Malaspina di Palermo e Il muro di gomma, entrambi di Marco Risi, Compagni di Scuola e Il bambino e il poliziotto di Carlo Verdone, Ultimo minuto di Pupi Avati, Caro Gorbaciov di Carlo Lizzani, Tempo di uccidere di Giuliano Montaldo, Quattro storie di donne di Ennio De Concini.
Particolarmente rilevante una delle sue ultime interpretazioni, con Gian Maria Volonté in Una storia semplice di Emidio Greco, nel ruolo del procuratore.
Nel 1990 durante le riprese in Svezia del film Un paradiso senza biliardo diretto dal regista di origine livornese Carlo Barsotti, fu scelto dal regista svedese Pelle Seth come protagonista del film per la Sveriges Television Luigis Paradis, vincitore del premio miglior film TV allo Shanghai Television Festival del 1991.
Morì in un incidente stradale avvenuto sulla via Braccianense di Roma nel 1991, all'età di 41 anni.

## Filmografia

Gianluca Favilla in Compagni di scuola (1988)

### Cinema
- Di padre in figlio, regia di Alessandro Gassmann e Vittorio Gassman (1982)
- Another Time, Another Place - Una storia d'amore, regia di Michael Radford (1983)
- Spiaccichiccicaticelo, regia di Leone Creti (1984)
- Matrimonio con vizietto (Il vizietto III), regia di Georges Lautner (1985)
- Ultimo minuto, regia di Pupi Avati (1987)
- Quelli del casco, regia di Luciano Salce (1988)
- Caro Gorbaciov, regia di Carlo Lizzani (1988)
- Compagni di scuola, regia di Carlo Verdone (1988)
- Operazione pappagallo, regia di Marco Di Tillo (1988)
- Supysaua, regia di Enrico Coletti (1988)
- Mery per sempre, regia di Marco Risi (1989)
- Tempo di uccidere, regia di Giuliano Montaldo (1989)
- Il bambino e il poliziotto, regia di Carlo Verdone (1989)
- Diceria dell'untore, regia di Beppe Cino (1990)
- Un paradiso senza biliardo, regia di Carlo Barsotti (1991)
- Una storia semplice, regia di Emidio Greco (1991)
- Il muro di gomma, regia di Marco Risi (1991)
- La riffa, regia di Francesco Laudadio (1991)
- Cena alle nove, regia di Paolo Breccia (1991)
- Al calar della sera, regia di Alessandro Lucidi (1992)

### Televisione
- La freccia nel fianco, regia di Giovanni Fago – miniserie TV (1983)
- Western di cose nostre, regia di Pino Passalacqua – miniserie TV (1984)
- Nucleo zero, regia di Carlo Lizzani – miniserie TV (1984)
- L'armata Sagapò, regia di Pino Passalacqua – film TV (1985)
- Aeroporto internazionale – serie TV, episodi 2x01-2x24 (1985)
- Un'isola, regia di Carlo Lizzani – miniserie TV (1986)
- Nel gorgo del peccato, regia di Antonio e Andrea Frazzi – miniserie TV (1987)
- Un siciliano in Sicilia, regia di Pino Passalacqua – miniserie TV (1987)
- Chiara e Francesca, regia di Pino Passalacqua – miniserie TV (1988)
- Un coupable, regia di Roger Hanin – film TV (1988)
- Quattro storie di donne, regia di Ennio De Concini – miniserie TV (1989)
- Sound, regia di Biagio Proietti – miniserie TV (1989)
- L'ispettore Sarti – serie TV, episodio 1x05 (1991)
- Luigis Paradis, regia di Pelle Seth – film TV (1991)